# Scharbin
Scharbin (auch Scherbin, Schirbin, arabisch شربين) ist ein Dorf im Gouvernement Ad-Daqahliyya im Nildelta im Norden Ägyptens. Es liegt etwa 22 Kilometer nordöstlich von der Stadt al-Mansura am Westufer des Nils. Das Verwaltungszentrum des Gouvernements befindet sich im etwa 16 Kilometer westlich von Schrbin entfernten Bilqas Qism. Die Haupteinnahmequelle der Einwohner ist die Landwirtschaft.